# Periptíquids
Els periptíquids (Periptychidae) són una família extinta de laurasiateris. Els animals d'aquest grup foren un dels tipus de bèstia més comuns a Nord-amèrica durant el Paleocè inferior.
Els periptíquids tenien una mida variada, des de la d'un esquirol (com ara Anisonchus) fins a la d'una ovella (com ara Ectoconus). Les restes d'aquests ungulats indiquen que tenien una alimentació herbívora.